# Suicidez-moi docteur
Pour plus de détails, voir Fiche technique et Distribution.
Suicidez-moi docteur (titre original : The End) est un film américain réalisé par Burt Reynolds et sorti en 1978.

## Fiche technique
- Titre original : The End
- Réalisation : Burt Reynolds
- Scénario : Jerry Belson
- Lieu de tournage : Los Angeles
- Photographie : Bobby Byrne (en)
- Montage : Donn Cambern
- Musique : Paul Williams
- Genre : Comédie dramatique
- Durée : 100 minutes
- Date de sortie : 
  - États-Unis : 10 mai 1978
  - France : 25 avril 1979

## Distribution
- Burt Reynolds : Wendell Sonny Lawson
- Dom DeLuise : Marlon Borunki
- Sally Field : Mary Ellen
- Strother Martin : Dr Waldo Kling
- David Steinberg : Marty Lieberman
- Joanne Woodward : Jessica Lawson
- Norman Fell : Dr Samuel Krugman
- Myrna Loy : Maureen Lawson
- Kristy McNichol : Julie Lawson
- Pat O'Brien : Ben Lawson
- Robby Benson : Dave Benson
- Carl Reiner : Dr James Maneet
- Louise LeTourneau : réceptioniste
- James Best : patient